# Lạc đà không bướu
Lạc đà không bướu hay còn gọi là đà mã (danh pháp hai phần: Lama glama) là một loài động vật thuộc họ Camelidae ở Nam Mỹ. Lạc đà không bướu đã được nuôi lấy thịt và sức kéo bởi các nền văn hóa Andes từ thời kỳ tiền Colombo.
Một con lạc đà không bướu trưởng thành đầy đủ có thể cao 1,7 đến 1,8 m (5,5 đến 6,0 ft) và nặng 130 đến 200 kilôgam (280 đến 450 lb). Lúc mới sinh, lạc đà không bướu con (còn gọi là cria) có thể nặng từ 9 đến 14 kg (20 đến 30 lb). Lạc đà không bướu có thể sống đến 20-30 năm, tùy theo điều kiện chăm sóc. Lạc đà không bướu là loài vật sống rất tập thể, chúng thường chung sống thành bày đàn. Lông lấy từ lạc đà không bướu rất mềm và không có lanolin (mỡ ở lông). Lạc đà không bướu cũng là loài động vật thông minh, chúng có thể học được một số việc sau vài lần bắt chước. Lạc đà không bướu có thể thồ được hàng nặng 25% đến 30% trọng lượng cơ thể suốt quãng đường 5-8 dặm.
Cái tên gốc llama (trước đây là "lama" hoặc "glama") là do những người khai phá châu Âu đặt theo cách gọi của người Peru bản xứ.
Lạc đà không bướu đã xuất hiện và có nguồn gốc từ các đồng bằng trung tâm ở Bắc Mỹ từ khoảng 40 triệu năm trước. Chúng di cư đến Nam Mỹ 3 triệu năm trước. Trước khi kỷ băng hà kết thúc (10.000-12.000 năm trước), các loài thuộc họ Camelidae đã bị tuyệt chủng ở Bắc Mỹ. Từ năm 2007, có trên 7 triệu con llama và alpaca ở Nam Mỹ. Do được nhập từ Nam Mỹ vào cuối thế kỷ 20 cũng có hơn 158.000 con llama và 100.000 con alpaca ở Hoa Kỳ và Canada.

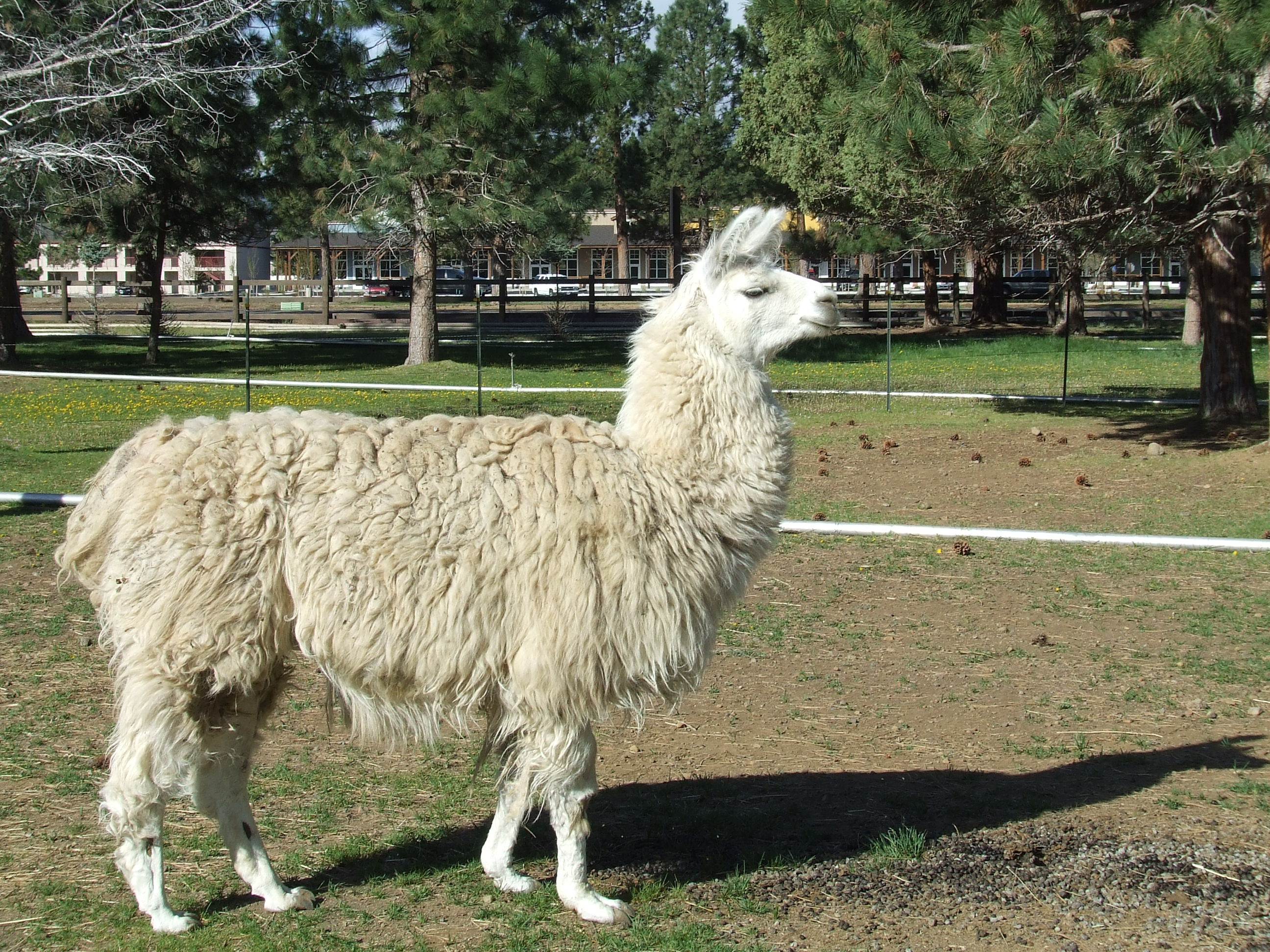
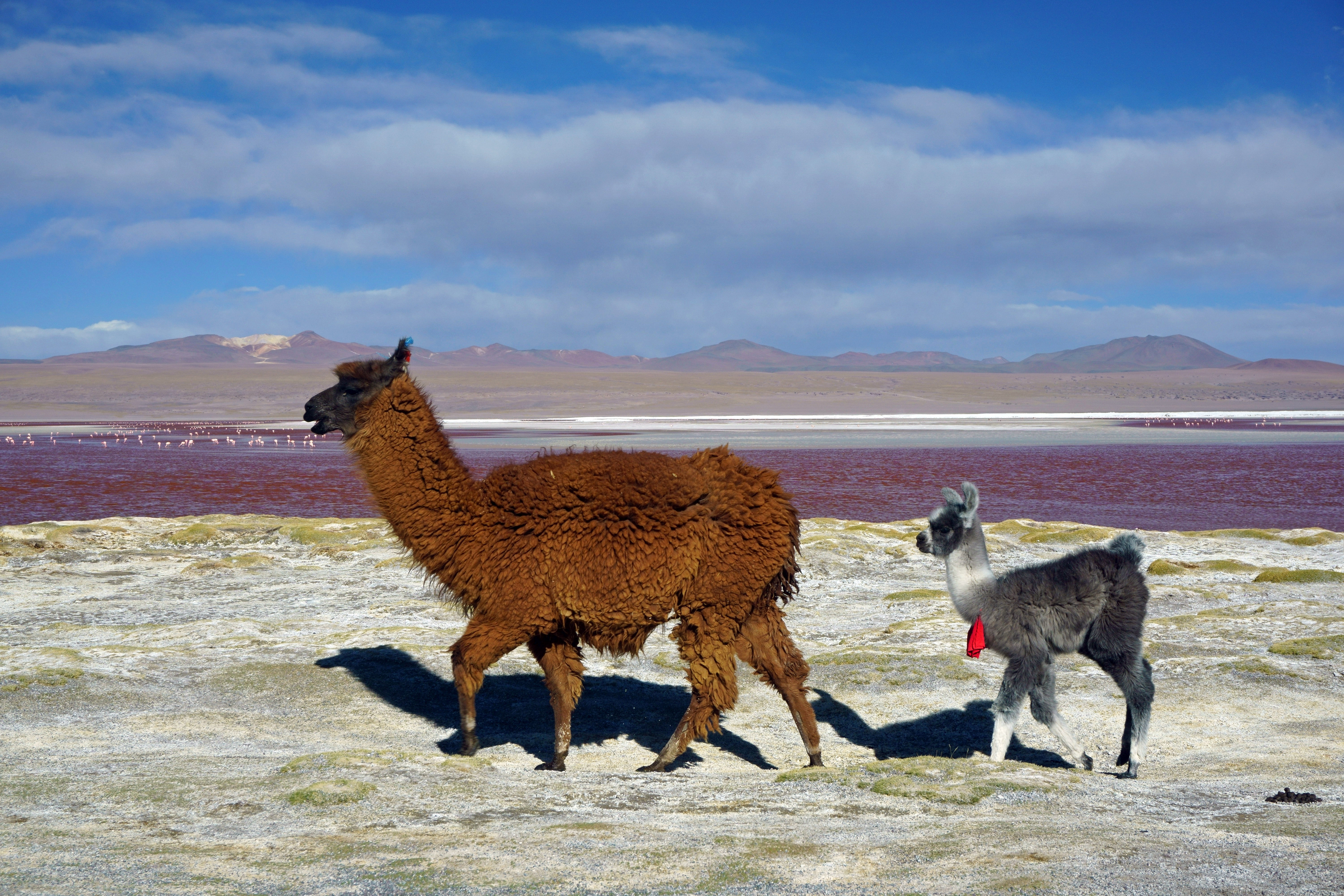
Hai mẹ con lạc đà không bướu tại hồ muối cạn Laguna Colorada, Bolivia.
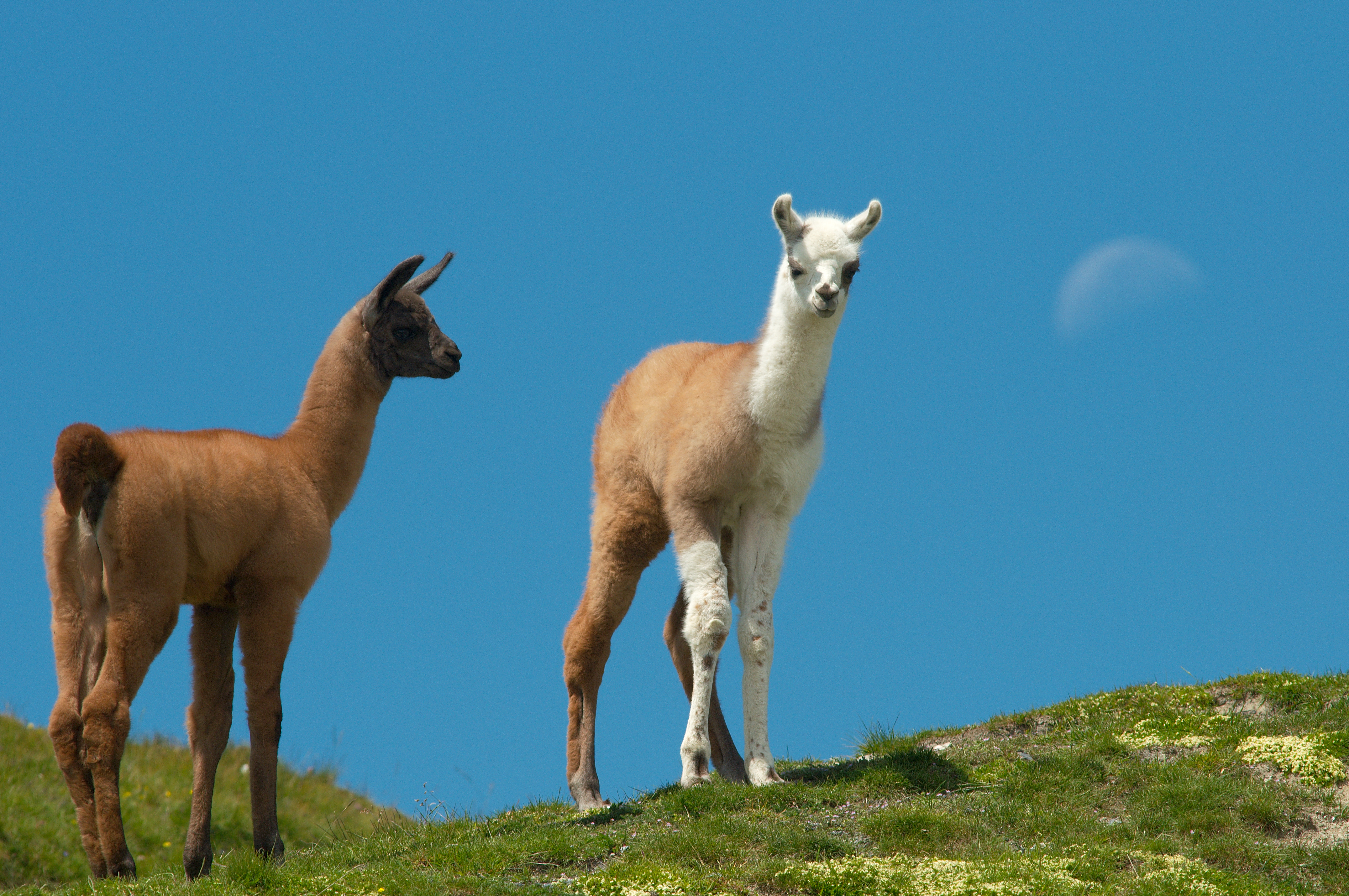
Con non
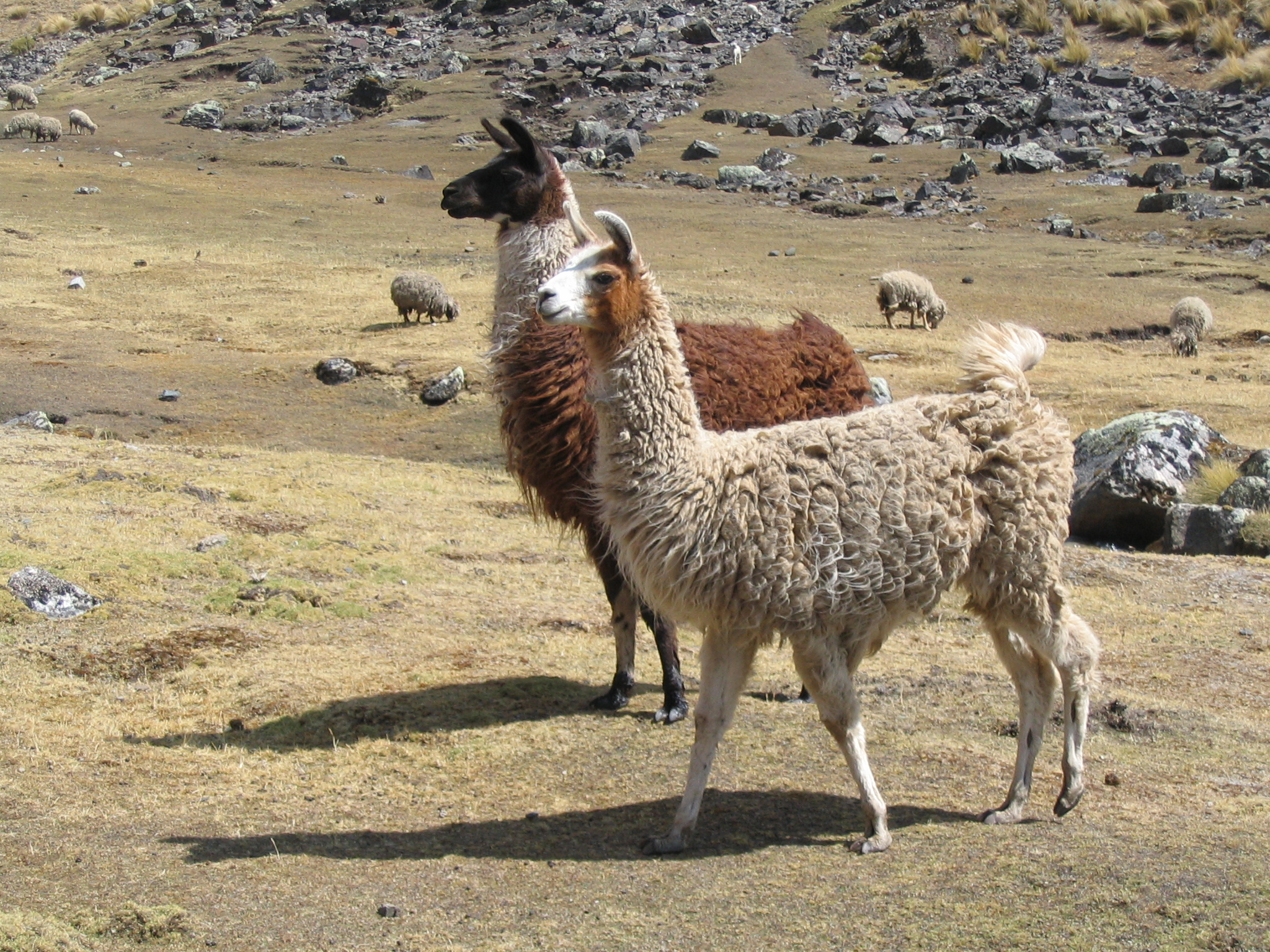
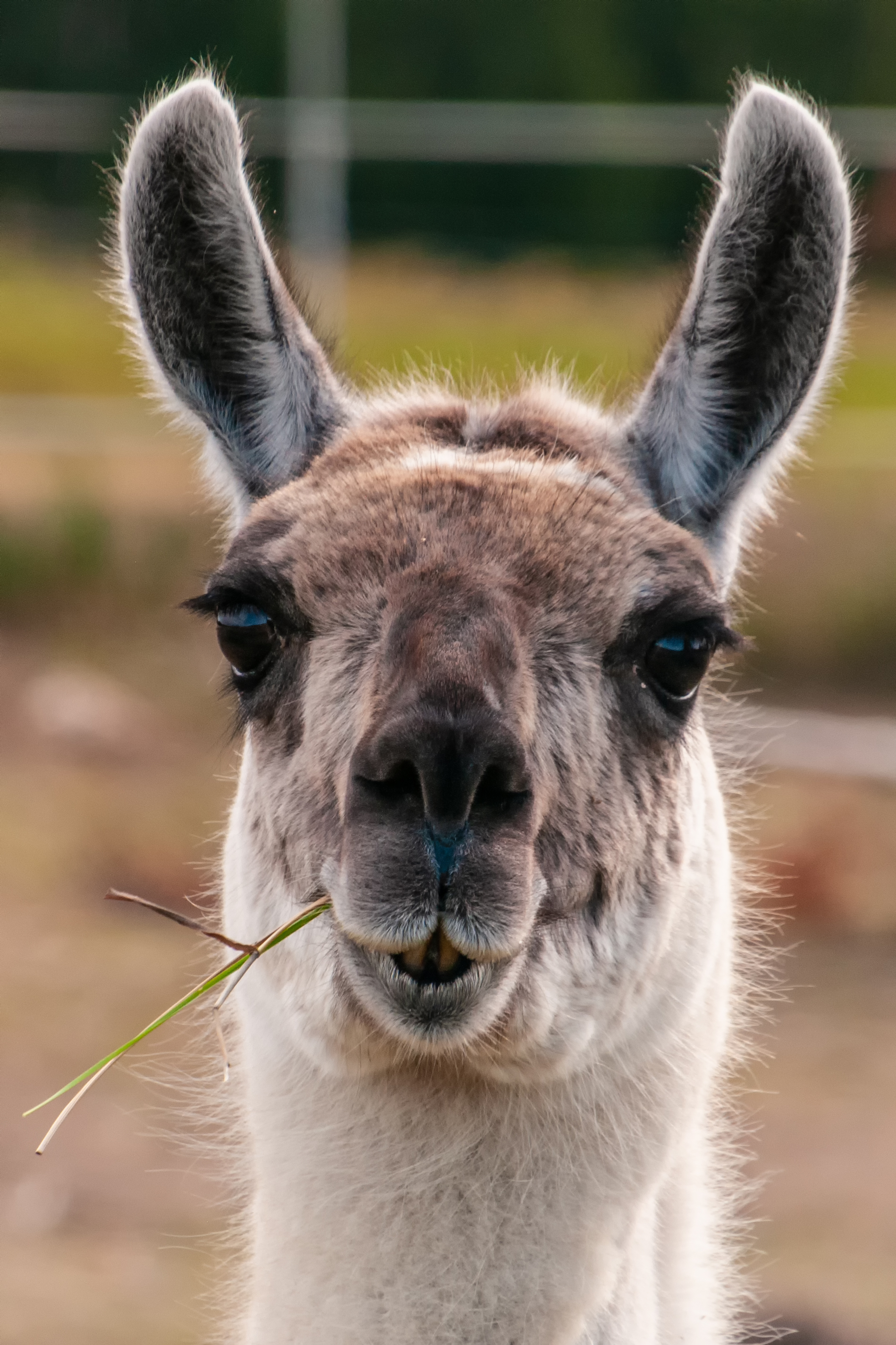